# Mārtiņš Karsums
Mārtiņš Karsums (* 26. Februar 1986 in Riga, Lettische SSR, Sowjetunion) ist ein lettischer Eishockeyspieler, der seit Dezember 2023 beim EC Bad Tölz aus der Oberliga Süd unter Vertrag steht.

## Karriere
Mārtiņš Karsums begann seine Karriere als Eishockeyspieler beim HK Lido Nafta Riga, für den er in der Saison 2000/01 aktiv war. Nach zwei Jahren bei Prizma Riga wechselte der Lette in die kanadische Juniorenliga Quebec Major Junior Hockey League, wo er von 2003 bis 2006 für die Moncton Wildcats, die ihn beim CHL Import Draft 2003 in der ersten Runde an Gesamtposition 34 gezogen hatten, auf dem Eis stand. In dieser Zeit wurde er im NHL Entry Draft 2004 in der zweiten Runde als insgesamt 64. Spieler von den Boston Bruins ausgewählt. Nachdem er in den ersten beiden Jahren ausschließlich für deren Farmteam, die Providence Bruins aus der American Hockey League gespielt hatte, gab der Angreifer in der Saison 2008/09 sein Debüt in der National Hockey League für Boston. In sechs Spielen gelang ihm ein Assist. Im Laufe der Spielzeit wurde Karsums gemeinsam mit Matt Lashoff von den Bruins für Mark Recchi an die Tampa Bay Lightning abgegeben, für die er bis zum Saisonende fünf Scorerpunkte, darunter ein Tor, in 18 Spielen erzielte.

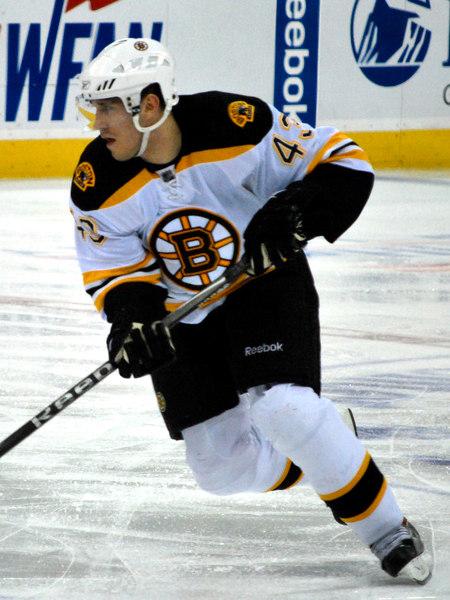
Mārtiņš Karsums im Trikot der Boston Bruins (2009)

In der Spielzeit 2009/10 kam er ausschließlich bei den Norfolk Admirals in der AHL zum Einsatz. Es war zugleich seine ineffektivste Saison in Nordamerika. Im Januar 2010 wurde er in Absprache mit dem Management Tampas an Dinamo Riga aus der Kontinentalen Hockey-Liga ausgeliehen. Im Sommer 2010 und 2012 wurde sein Vertrag jeweils verlängert. Nach Ende der Saison 2012/13 äußerte Karsums den Wunsch, für einen anderen Klub zu spielen und wurde letztlich im Mai 2013 an den HK Dynamo Moskau abgegeben. Bei Dynamo stand er bis zum Ende der Saison 2017/18 unter Vertrag und agierte in seiner letzten Spielzeit dort als Assistenzkapitän. Im Mai 2018 wechselte er innerhalb der KHL zum HK Spartak Moskau.
Im Dezember 2020 wurde er kurz nach dem verspäteten Saisonbeginn in der Deutschen Eishockey Liga von den Krefeld Pinguinen verpflichtet. Im April 2021 verletzte er sich und kehrte in seine Heimat zurück. Wenige Wochen später erhielt er abermals einen Vertrag bei Dinamo Riga. Über den slowakischen MHk 32 Liptovský Mikuláš und den HK Zemgale aus der lettischen Heimat kam er im Dezember 2023 zum EC Bad Tölz aus der deutschen Oberliga Süd.

### International
Für Lettland nahm Karsums im Juniorenbereich an den U18-Junioren-B-Weltmeisterschaften 2001, 2002 und 2003 sowie den U20-Junioren-B-Weltmeisterschaften 2003, 2004 und 2005 und der U20-Junioren-Weltmeisterschaft 2006 teil.
Im Seniorenbereich stand er im Aufgebot seines Landes bei den A-Weltmeisterschaften 2008, 2009, 2010, 2018 und 2021 sowie bei den Olympischen Winterspielen 2010 in Vancouver, 2014 in Sotschi und 2022 in Peking.

## Erfolge und Auszeichnungen
| - 2004 QMJHL All-Rookie Team - 2006 Coupe-du-Président-Gewinn mit den Moncton Wildcats - 2006 Trophée Guy Lafleur | - 2009 Teilnahme am AHL All-Star Classic - 2012 Teilnahme am KHL All-Star Game |

## Karrierestatistik

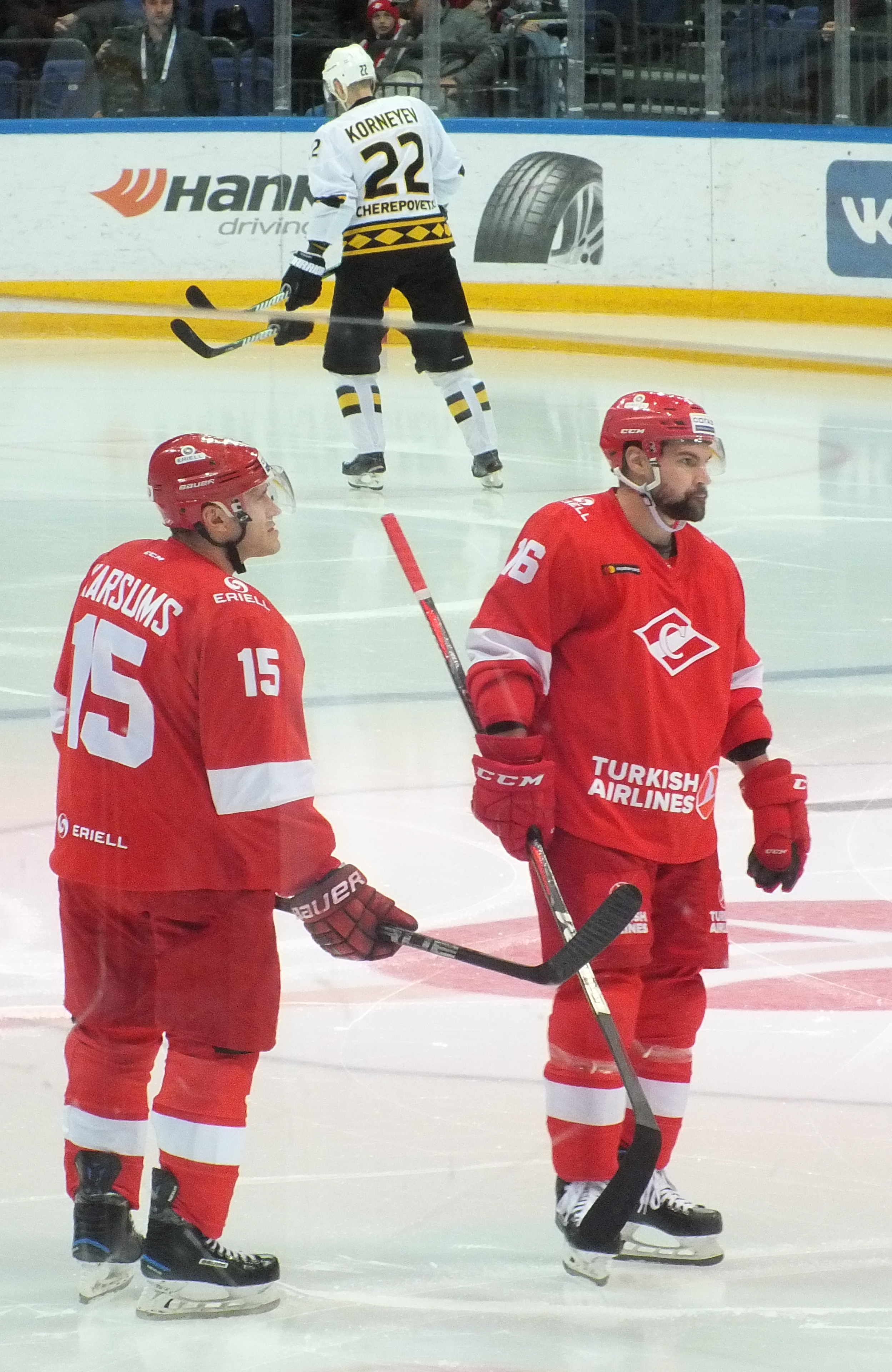
Mārtiņš Karsums (li.) und Kaspars Daugaviņš (re.) im Trikot des HK Spartak Moskau (2018)

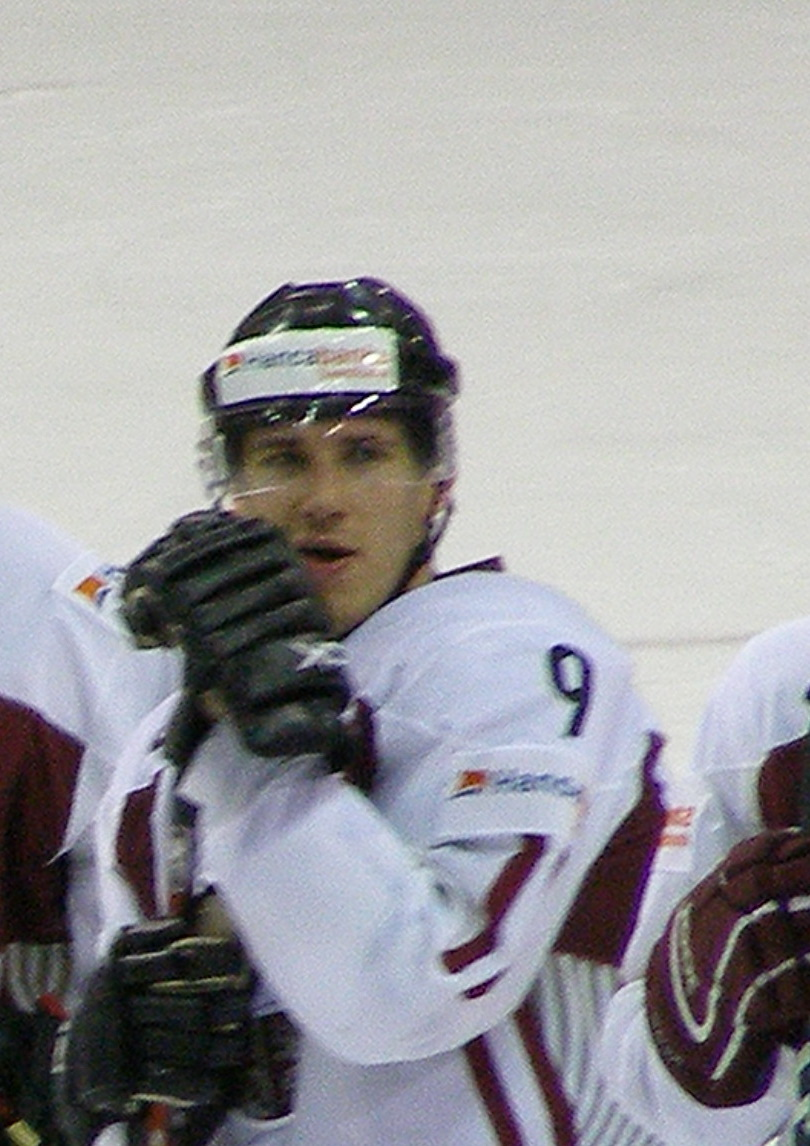
Mārtiņš Karsums spielt für die lettische Nationalmannschaft (2008)

Stand: Ende der Saison 2020/21

### International
Vertrat Lettland bei:
| - U18-Junioren-Weltmeisterschaft der Division I 2001 - U18-Junioren-Weltmeisterschaft der Division I 2002 - U20-Junioren-Weltmeisterschaft der Division I 2003 - U18-Junioren-Weltmeisterschaft der Division I 2003 - U20-Junioren-Weltmeisterschaft der Division I 2004 - U20-Junioren-Weltmeisterschaft der Division I 2005 - U20-Junioren-Weltmeisterschaft der Division I 2006 - Weltmeisterschaft 2008 - Qualifikationsturnier für die Olympischen Winterspiele 2010 | - Weltmeisterschaft 2009 - Olympischen Winterspielen 2010 - Weltmeisterschaft 2010 - Qualifikationsturnier für die Olympischen Winterspiele 2014 - Olympischen Winterspielen 2014 - Qualifikationsturnier für die Olympischen Winterspiele 2018 - Weltmeisterschaft 2018 - Weltmeisterschaft 2021 - Olympischen Winterspielen 2022 |

(Legende zur Spielerstatistik: Sp oder GP = absolvierte Spiele; T oder G = erzielte Tore; V oder A = erzielte Assists; Pkt oder Pts = erzielte Scorerpunkte; SM oder PIM = erhaltene Strafminuten; +/− = Plus/Minus-Bilanz; PP = erzielte Überzahltore; SH = erzielte Unterzahltore; GW = erzielte Siegtore; 1 Play-downs/Relegation; Kursiv: Statistik nicht vollständig)